# Hermann Christian Benda
Hermann Christian Benda, auch Christian Benda und Christel Benda (≈ 9. August 1759 in Gotha; † 9. November 1805 in Weimar) war ein deutscher Opernsänger (Tenor) und Schauspieler, Sohn des Komponisten Georg Anton Benda.

## Leben

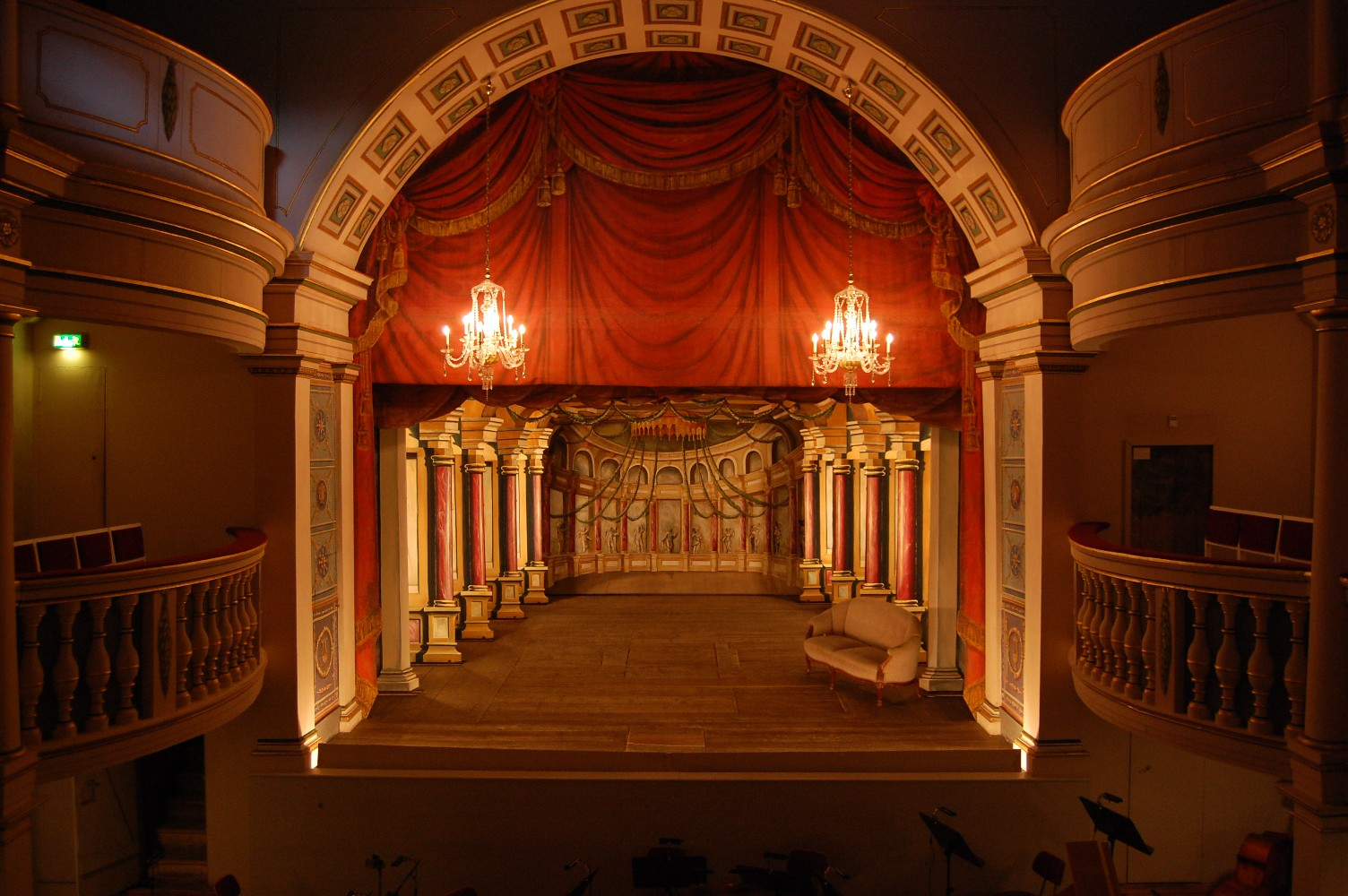
„Guckkastenbühne“ des Gothaer Hoftheaters (Ekhof-Theater)

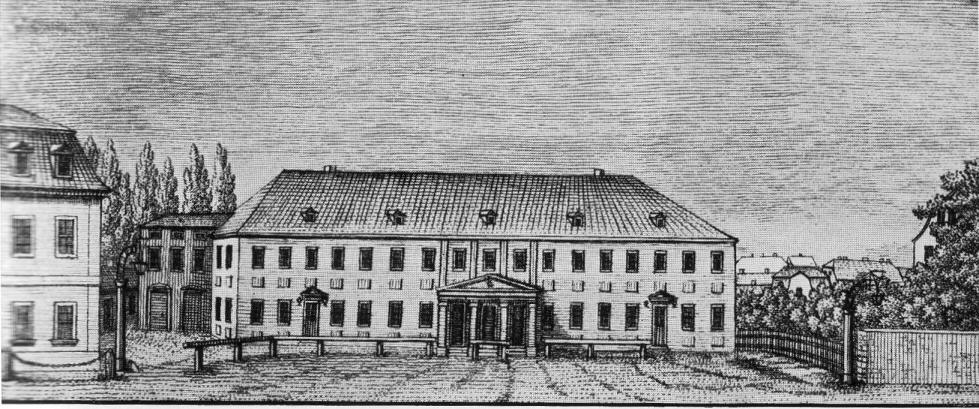
Das alte Weimarer Hoftheater um 1800

Seine musikalische Grundausbildung, z. B. Kompositionslehre, erhielt Benda durch Familienmitglieder. Da schon früh seine schöne Stimme auffiel, wurde vor allem diese von Georg Anton Bendas Schwester, der Sängerin Anna Franziska Benda, verheiratet mit dem Violinisten Dimas Hattas, ausgebildet.
Die Besonderheit des Gothaer Hoftheaters (Ekhof-Theater) als tiefe „Guckkastenbühne“ prägte ihn zeitlebens: es gelang ihm nicht, sich das auffällige Gestikulieren und die übertriebene Mimik (bis hin zum „furchterregenden Augenrollen“) abzugewöhnen, was ihm für das bessere Verständnis beim Publikum beigebracht worden war. So wurde er später denn auch sehr viel mehr für seinen schönen Gesang als für sein Schauspiel gelobt.
Hermann Christian Benda hatte sein Debüt 1777 in Gotha in einem Singspiel seines Vaters, der ihn auch danach in seinen weiteren Bühnenwerken einsetzte, so z. B. auf Initiative von Theaterdirektor Friedrich Ludwig Schröder von Frühjahr bis Herbst 1778 in Hamburg, anschließend auf Wiener Bühnen und mit der Bondinschen Gesellschaft in Prag und Dresden. Ab 1786 am Berliner Theater, Rollen-Höhepunkt dort der Don Ottavio in der deutschen Erstaufführung von Mozarts Don Juan. Wegen seiner fundierten Gesangsausbildung wurde Benda auch als Gesangslehrer für andere Bühnenmitglieder eingesetzt.
1791 bewarb sich Benda erfolgreich am von Goethe übernommenen Weimarer Hoftheater, durch Intervention seines Bruders Heinrich Benda und seiner in Weimar prominent verheirateten Cousinen Maria Carolina Benda, Sängerin, Pianistin und Komponistin und Wilhelmine Benda, Töchter von Franz Benda. Die Gunst des Publikums konnte er sich wegen seines gewöhnungsbedürftigen schauspielerischen Auftretens jedoch nur sehr allmählich und einzig dank seiner schönen Stimme erobern.
Goethe allerdings, chronisch unzufrieden mit seinem Theaterpersonal, schätzte Bendas vielseitige Verwendbarkeit, da dieser keine Allüren zeigte bei der Rollenverteilung, und: „Benda singt doch wenigstens“. Goethe befürwortete von Benda eingereichte Unterstützungsgesuche gern, möglicherweise durch Fürsprache von Goethes Frau Christiane, die regelmäßig Weimarer Theaterleute zu sich nach Hause einlud; mit den Bendas teilte sie das Schicksal, mehrere Kinder bereits im frühesten Alter verloren zu haben. Seine recht niedrige Gage suchte Benda durch das Komponieren von Liedern und anderen Musikstücken für das Hoftheater aufzubessern, denn die allgemein übliche Annahme von Gastrollen an anderen Theatern war den Weimarer Hofschauspielern untersagt.

## Nachkommen
Hermann Christian Bendas einziges nicht in Weimar vorzeitig verstorbenes Kind war Amalia Carolina Louisa Benda. Um den Weg dieser 1795 getauften Tochter nachzuvollziehen, hat Autor Franz Lorenz sie akribisch in Kirchenbüchern, Theater-Almanachen und Magazinen gesucht aber nichts Eindeutiges gefunden. Seine These, sie sei möglicherweise identisch mit der Karlsruher „Amalie Benda“ in Karoline Bauers Memoiren, ließ sich nicht belegen, dagegen hat hier die Biographie von Sophia Carolina Benda, Tochter von Bendas Bruder Carl Ernst Eberhard Benda, teilweise Verwendung gefunden.
Friedrich Gottlieb Adolph Benda, „Großherzoglicher Opernsänger und Schauspieler, heimatberechtigt in Weimar“, gab bei seiner Eheschließung 1856 als Mutter „weiland Amalia Benda“ an, als Ehefrau von Carl August Schmidt, Schauspieler in Dresden – unter dem Namen „Mad. Schmidt“ schwer zuzuordnen.

## Geschwister
- Friedrich Ludwig Benda (1752–1792), Violinist zunächst bei der Seylerschen Schauspiel-Gesellschaft, dann auch Geigenvirtuose u. Komponist in Hamburg, Ludwigslust und Königsberg
- Heinrich Benda (1754–vor 1806), Violinist, zunächst ebenfalls bei der Seylerschen Gesellschaft, später am Döbbelinschen Theater in Berlin
- Catharina Justina (Justel) Benda (1757–1815), verwitwete Zimdar, verheiratete Blanchard, Schauspielerin u. Sängerin, z. B. in Hamburg, Schleswig, zuletzt viele Jahre in Breslau
- Carl Ernst Eberhard Benda (1764–1824), in Berlin zunächst als Schauspieler und Sänger am Döbbelinschen Theater, dann viele Jahre am dortigen Hoftheater.

## Bühnenrollen (Auswahl)
Hoftheater Gotha:

Hoftheater Weimar: Debüt Benda als Bellmont

Hoftheater Weimar: Benda als Saint George

Hoftheater Weimar: Benda als Herzog von Feria

- Lukas in Der Dorfjahrmarkt (1777, H. C. Bendas Debüt) von Georg Anton Benda
- Valentin Konrad in Der Holzhauer von Georg Anton Benda
- Romeo in Romeo und Julie (1778) von Georg Anton Benda

Königliches Nationaltheater  Berlin
- Don Ottavio in Don Juan (1790, dortige Erstaufführung) von Mozart

Hoftheater Weimar
- Belmont(e) in Die Entführung aus dem Serail (1791, Debüt Weimar) von Mozart
- Saint George in Clavigo (1792) von Goethe
- Rosenkranz in Hamlet von Shakespeare
- Herzog von Feria in Don Carlos (1792) von Schiller
- Blunt in Heinrich IV. von Shakespeare
- Grimm in Die Räuber von Schiller
- König Richard in Richard Löwenherz (1793) von Gretry
- Battista in Emilia Galotti von Lessing
- Bedienter Minnas in Minna von Barnhelm von Lessing
- Basilio in Figaros Hochzeit von Mozart
- Monostatos in Die Zauberflöte (1794) von Mozart
- Seifensieder in Egmont (1796) von Goethe
- Hüon in Oberon (1797) von Paul Wranitzky
- Dragoner in Wallensteins Lager (1798) von Schiller
- Rittmeister Neumann in Piccolomini (1799) von Schiller
- Rittmeister Neumann in Wallensteins Tod (1799, Uraufführung[11]) von Schiller

(teils ohne Rollenangabe:)
- in Mahomet (1800) von Voltaire
- Ein alter Mann in Macbeth von Schiller
- in Die Schöpfung (1801) von Haydn
- in Tancrède von Voltaire
- in Nathan der Weise von Lessing
- in Turandot (1802) von Schiller
- in Iphigenie auf Tauris von Goethe
- Titus in Titus von Mozart
- Ritter des Don Cesar in Die Braut von Messina (1803) von Schiller
- in Die natürliche Tochter von Goethe
- Raimond in Die Jungfrau von Orléans von Schiller
- Clitus  in Julius Cäsar von Shakespeare
- Werni der Jäger in Wilhelm Tell (1804) von Schiller
- Bischof von Bamberg in Götz von Berlichingen von Goethe
- in Othello (1805) von Shakespeare
- in Phädra von Schiller
- in Das Lied von der Glocke von Goethe nach Schiller